# Sisyrnodytes brevis
Sisyrnodytes brevis là một loài ruồi trong họ Asilidae. Sisyrnodytes brevis được Macquart miêu tả năm 1838. Loài này phân bố ở vùng nhiệt đới châu Phi.